# Nas (álbum)
Untitled Nas album é um álbum de Nas, lançado em 11 de Julho de 2008 nos Estados Unidos, tem sido lançado mais cedo em alguns outros países.
Seu título original seria Nigger, mas foi modificado para alguma controvérsia racial.
O álbum, que contém também uma faixa bônus, se destaca por suas muitas canções de conteúdo político e social.
Recebeu um certificado de ouro nos EUA pela RIAA.

## Faixas
| #   | Título                                                                             | Produtor(es)            | Samples e notas | Duração |
| --- | ---------------------------------------------------------------------------------- | ----------------------- | --- | ------- |
| 1   | "Queens Get the Money"                                                             | Jay Electronica         | - Contains samples from "I Am Sam" as performed by John Powell | 2:12    |
| 2   | "You Can't Stop Us Now" (featuring Eban Thomas of The Stylistics & The Last Poets) | Salaam Remi             | - Contains Interpolations from "Message from a Blackman" by The Whatnauts - Horns: Vincent Henry and Bruce Purse - Additional vocals: Bruce Purse                                                | 3:05    |
| 3   | "Breathe"                                                                          | Dustin Moore & J. Myers | - Guitars: J. Myers and Dustin Moore - Additional vocals: J. Myers and Dustin Moore | 3:34    |
| 4   | "Make the World Go Round" (featuring Chris Brown & The Game)                       | Cool & Dre, The Game    | - Strings: Eddie "Crack Keys" Montilla - Guitar: Kevin Mayer - Bass guitar: Thomas Hatcher - All other instruments: Cool & Dre                                                                   | 3:49    |
| 5   | "Hero" (feat. Keri Hilson)                                                         | Polow da Don            | - Additional keys: Brian Kennedy and Jason Perry | 4:00    |
| 6   | "America"                                                                          | Stargate                | - Additional vocals: Flo Simpson - All instruments: Mikkel S. Eriksen and Tor Erik Hermansen | 3:52    |
| 7   | "Sly Fox"                                                                          | stic.man of Dead Prez   | - Rock and bass guitar: 01 - Fox News diss | 4:23    |
| 8   | "Testify"                                                                          | Mark Batson             | | 2:46    |
| 9   | "N.I.G.G.E.R. (The Slave and the Master)"                                          | DJ Toomp                | - Contains samples from "We're Just Trying to Make It" by The Persuaders - Bass: J-Mac - Strings: The Idalia String Ensemble - Keys: Toomp - Production Coordination: Keke and Amy               | 4:33    |
| 10  | "Untitled"                                                                         | stic.man of Dead Prez   | - Additional vocals: stic.man of Dead Prez | 2:51    |
| 11  | "Fried Chicken" (feat. Busta Rhymes)                                               | Mark Ronson             | - Piano: Victor Axelrod - Bass: Nick Movshon - Drums: Homer Steinweiss - Guitars: Binky Griptite, Thomas Brenneck - Tenor Sax: Neal Sugarman - Baritone Sax: Ian Hendrickson - Trumpet: Dave Guy | 2:50    |
| 12  | "Project Roach" (feat. The Last Poets)                                             | Eric Hudson             | - All instruments: Eric Hudson | 1:48    |
| 13  | "Y'all My Niggas"                                                                  | J. Myers                | - All instruments: J. Myers and Mulatto | 4:16    |
| 14  | "We're Not Alone" (feat. Mykel)                                                    | stic.man of Dead Prez   | - Additional keys: Mikuak Rai | 5:40    |
| 15  | "Black President"                                                                  | DJ Green Lantern        | - Contains samples from "I Wonder If Heaven Got A Ghetto" by 2Pac and speeches from Barack Obama - Additional vocals: Johnny Polygon                                                             | 4:29    |
| 16* | "Like Me" (UK/iTunes bonus track)                                                  | DJ Green Lantern        | - Additional vocals: Anthony Wilson and Dwayne Collins - Commentary: Larry White | 3:47    |
| 17* | "Proclamation" (iTunes pre-order bonus track)                                      | Accapella               | | 0:59    |

## Histórico nas paradas

### Posições nas paradas
| Parada (2008)                         | Maior posição |
| ------------------------------------- | ------------- |
| Canadian Albums Chart                 | 5             |
| Irish Albums Chart                    | 54            |
| UK Albums Chart                       | 23            |
| U.S. Billboard 200                    | 1             |
| U.S. Billboard Top R&B/Hip-Hop Albums | 1             |
| U.S. Billboard Top Rap Albums         | 1             |